# St. Andrew's (stadion)
St. Andrew's er et stadion i Birmingham i England, der hovedsageligt benyttes til fodbold. Stadionet er hjemmebane for Championship-klubben Birmingham City F.C., og har plads til 29.409 tilskuere.

## Historie
St. Andrew's stod færdigt i 1906, og har været hjemmebane for Birminham City lige siden. Udover at huse denne klubs kampe, har stadionet også ofte været brugt til landskampe, og koncerter.